# 2048 (computerspil)
2048 er et online- og mobilspil, der blev udgivet i marts 2014 af italienske Gabriele Cirulli. Formålet med spillet er at bevæge brikkerne rundt på spillepladen, og dermed skabe tallet 2048, som spillets navn også hentyder til. Spillet blev oprindeligt skabt til at teste, om han kunne programmere et spil fra bunden, men fik inden for en uge over 4 millioner spillere, som var fuldstændig uventet. Der er lavet flere varianter af spillet, som bruger elementer fra Doge, Doctor Who, Flappy Bird og Tetris. Der findes også en 3D-version.

## Sådan spilles det
Spillets formål er at rykke rundt på brikkerne med piletasterne, og dermed skabe tallet 2048. Når to tal af samme værdi rammer hinanden, vil de danne det dobbelte tal. For hver gang man rykker brikkerne, vil der dukke en ny brik med enten 2 eller 4. Når spilleren når tallet 2048 har man vundet, men det er dog muligt at spille videre og prøve at skabe endnu højere tal.